# Campeonato Europeo de Rugby League 1978
El Campeonato Europeo de Rugby League de 1978 fue la decimonovena edición del principal torneo europeo de Rugby League.

## Equipos
- Francia
- Gales
- Inglaterra

## Posiciones
| Equipo     | Encuentros | Encuentros | Encuentros | Encuentros | Tantos  | Tantos    | Tantos     | Puntos |
| Equipo     | jugados    | ganados    | empatados  | perdidos   | a favor | en contra | diferencia | Puntos |
| ---------- | ---------- | ---------- | ---------- | ---------- | ------- | --------- | ---------- | ------ |
| Inglaterra | 2          | 2          | 0          | 0          | 73      | 24        | +49        | 4      |
| Gales      | 2          | 1          | 0          | 1          | 42      | 67        | -45        | 2      |
| Francia    | 2          | 0          | 0          | 2          | 18      | 42        | -24        | 0      |

Nota: Se otorgan 2 puntos al equipo que gane un partido, 1 al que empate y 0 al que pierda.
|  | Campeón |

## Resultados
| 15 de enero | Gales | 29 - 7 | Francia |  |  |

| 16 de febrero | Francia | 11 - 13 | Inglaterra |  |  |

| 28 de mayo | Inglaterra | 60 - 13 | Gales |  |  |

| Bandera de Inglaterra |
| Campeón Inglaterra    |
| Noveno título         |